# Operacja Joram
Operacja Joram (hebr. מבצע יורם, Miwca Joram) – izraelska operacja wojskowa przeprowadzona podczas I wojny izraelsko-arabskiej w dniach 8-9 czerwca 1948 przeciwko jordańskiej armii. Operacja była prowadzona na centralnym froncie walk w otoczeniu strategicznego wzgórza Latrun, na którym pozycje zajęli jordańscy żołnierze z Legionu Arabskiego blokując żydowską komunikację z Jerozolimą. Celem operacji było utworzenie korytarza komunikacyjnego i wznowienie konwojów do Jerozolimy. Izraelczycy ponieśli taktyczną porażkę i musieli się wycofać.

## Tło wydarzeń
Wzgórze Latrun jest położone w dolinie Ajalon, na pograniczu Szefeli i gór Judei. Wznosi się nad strategiczną drogą łączącą Jerozolimę z nadmorską równiną Szaron. Dodatkowo przebiega tędy druga strategicznie ważna droga, łącząca Strefę Gazy z Ramallah w Samarii. Wzgórze Latrun jest położone w odległości 15 kilometrów na zachód od Jerozolimy i 14 km na południowy wschód od Ramli. Strategiczne znaczenie tego miejsca była bardzo dobrze znane już od Starożytności. Rozumiejąc, że ten kto kontroluje wzgórze Latrun, kontroluje również komunikację z Jerozolimą, od pierwszych dni wojny domowej w Mandacie Palestyny Arabowie skoncentrowali większość swoich wysiłków na zablokowaniu żydowskiej komunikacji z Jerozolimą. Na samym początku I wojny izraelsko-arabskiej, w dniu 15 maja do dawnego Mandatu Palestyny wkroczył jordański Legion Arabski. Jego 4 Regiment dowodzony przez Habisa al-Madżaliego zajął 18 maja rejon Latrun. W ten sposób żydowska komunikacja z Jerozolimą została całkowicie przerwana. Sytuacja społeczności żydowskiej w Jerozolimie stała się bardzo ciężka. Zapasy żywności, lekarstw, wody, a także uzbrojenia i amunicji, zaczęły gwałtownie maleć. Zmusiło to przywódców społeczności do wprowadzenia reglamentacji żywności. Sytuację komplikowała bardzo ciężka sytuacja na liniach obronnych miasta. W dniu 18 maja pierwsza kompania jordańskiej piechoty przyłączyła się do bitwę o Stare Miasto (16-28 maja), a główne siły 2 Regimentu włączyły się do bitwy o Jerozolimę.
W obawie, że bez dostaw zaopatrzenia Jerozolima upadnie, siły żydowskie przeprowadziły w dniach 24-25 maja operację Bin Nun Alef, a następnie w dniach 30-31 maja operację Bin Nun Bet. Obie zakończyły się taktyczną i strategiczną klęską Izraelczyków. Ponadto, po przegranych bitwach o Latrun, sytuacja w mieście znacznie się pogorszyła. W dniu 8 czerwca, przedstawiciel Agencji Żydowskiej, Zalman Aran, który właśnie przebywał w Jerozolimie, skontaktował się z Dawidem Ben Gurionem. Z jego relacji wynikało, że zapasy żywności wystarczą jedynie na trzy dni, od jakiegoś czasu brakowało energii elektrycznej i kończyła się woda. Bardzo negatywny wpływ na morale obrońców wywierał nękający ostrzał jordańskiej artylerii. Od 15 maja zginęło ponad 300 Żydów, a około 1000 zostało rannych. Wszystkie te informacje wskazywały, że siły obrońców Jerozolimy są na wyczerpaniu, i każdy większy atak Legionu Arabskiego przesądzi o losach miasta. Dodatkową komplikacją było przyjęcie 29 maja Rezolucji Rady Bezpieczeństwa ONZ nr 50, która ogłaszała trwające cztery tygodnie zawieszenie broni. Oznaczało to, że siły izraelskie przez cztery tygodnie nie mogłyby przeprowadzić żadnych zmian terytorialnych, a tym samym nie mogłyby dostarczyć zaopatrzenia do oblężonego miasta. Upadek miasta miałby bardzo negatywny wpływ na wszystkie żydowskie siły i mógłby doprowadzić do załamania się linii obronnych oraz upadku młodego państwa Izrael. Dawid Ben Gurion nie mógł sobie pozwolić na takie ryzyko i podjął decyzję o kolejnym ataku na Latrun, jednocześnie poszukując alternatywnego sposobu dostarczenia zaopatrzenia do Jerozolimy. 30 maja rozpoczęto budowę górskiej Drogi Birmańskiej. Ben Gurion rozkazał także sztabowi opracowanie nowego planu ataku na arabskie pozycje w rejonie Latrun. Tym razem miano użyć dużo większe siły, w tym jednostki Palmach. Wystąpiły przy tym poważne trudności z dyslokacją oddziałów. Wyczerpaną 7 Brygadę Pancerną musiano chwilowo wycofać w celu odpoczynku żołnierzy i reorganizacji oddziałów.
Głównodowodzący jordańskim Legionem Arabskim, brytyjski generał John Bagot Glubb, dobrze zdawał sobie sprawę, że Izraelczycy będą chcieli w ostatnich dniach przed ogłoszeniem zawieszenia broni przeprowadzić ofensywę i wzmocnić w ten sposób swoje pozycje, a nawet osiągnąć korzystne rozstrzygnięcie. Dostrzegał on strategiczne znaczenie obrony fortu Latrun, którego upadek oznaczałby odblokowanie linii komunikacyjnych do żydowskiej Zachodniej Jerozolimy, ale miałby także poważny demoralizujący wpływ na sojusznicze wojska irackie i syryjskie. John Bagot Glubb uważał jednak, że jego żołnierze są wystarczająco dobrze przygotowani i Latrun stanowi nie do zdobycia twierdzę. Bardziej obawiał się izraelskiego ataku na miasta Lidda i Ramlę, skąd siły żydowskie mogłyby kontynuować natarcie na Ramallah, przecinając w ten sposób linie zaopatrzenia obrońców Latrun. Dlatego podjął on decyzję o wzmocnieniu sił w całym rejonie walk.

## Układ sił

### Siły arabskie
Obszaru Latrun bronił 4 Regiment Legionu Arabskiego, dowodzony przez pułkownika Habisa al-Madżaliego. Siły te liczyły 600 żołnierzy. W samym forcie brytyjskiej policji stacjonował niewielki garnizon wojskowy, a większość sił zajęła wzgórza położone bardziej na wschód. 4 Batalion obsadził zachodnią część grzbietu, 2 Batalion Zmotoryzowany zajął stanowiska we wschodniej części grzbietu. Dodatkowo w okolicy rozlokowano oddziały arabskich i beduińskich ochotników, wspieranych przez artylerię.
Siły rezerwy stanowił 2 Regiment dowodzony przez majora Geoffreya Locketta. Siły te liczyły 2000 żołnierzy. Artylerię stanowiło 8 haubic 25-funtowych, 8 armat 6-funtowych, 10 przeciwpancernych armat 2-funtowych i 16 moździerzy.

### Siły żydowskie
Zadanie zdobycia Latrun otrzymał Jigal Allon. Wyciągnął on lekcje z niepowodzenia wcześniejszych operacji i wymógł zezwolenie na wprowadzenie do akcji dwóch elitarnych brygad piechoty Palmach – działającej w rejonie Jerozolimy Brygady Harel oraz przeniesionej z Galilei, Brygady Jiftach. Były to elitarne jednostki szturmowe, składające się z dobrze wyszkolonych żołnierzy. Jako wsparcie artyleryjskie wyznaczono 4 armaty kaliber 65 mm i 4 moździerze kaliber 120 mm.
Plan zakładał, że operacja rozpocznie się od natarcia 1 Batalionu Brygady Jiftach, który pod osłoną nocy wyruszy z kibucu Gezer nacierając jednocześnie od zachodu na arabskie wioski Imwas, Salbit i Bajt Nuba. Miało to na celu wprowadzić w błąd dowództwo Legionu Arabskiego, i zmusić je do skoncentrowania sił na północno-zachodnim odcinku obrony wzgórza Latrun. Tymczasem główny atak miał nastąpić od południowego wschodu. Główne siły miały być skoncentrowane w rejonie wioski Bajt Susin. 7 Brygada Pancerna otrzymała zadanie obrony Drogi Birmańskiej, podczas gdy 3 Batalion Brygady Jiftach i 5 Batalion Brygady Harel miały zejść do Sza’ar ha-Gaj, i od wschodu zaatakować jordańskie pozycje. Jako pierwsze miało zostać zajęte Wzgórze 346, które stanowiłoby ochronę i wsparcie w ataku na Wzgórze 315. W ten sposób rozdzielono by siły słabszego 4 Regimentu w rejonie Latrun, od silniejszego 2 Regimentu. Następnie miano przystąpić do likwidacji sił arabskich w Latrun.

## Przebieg operacji

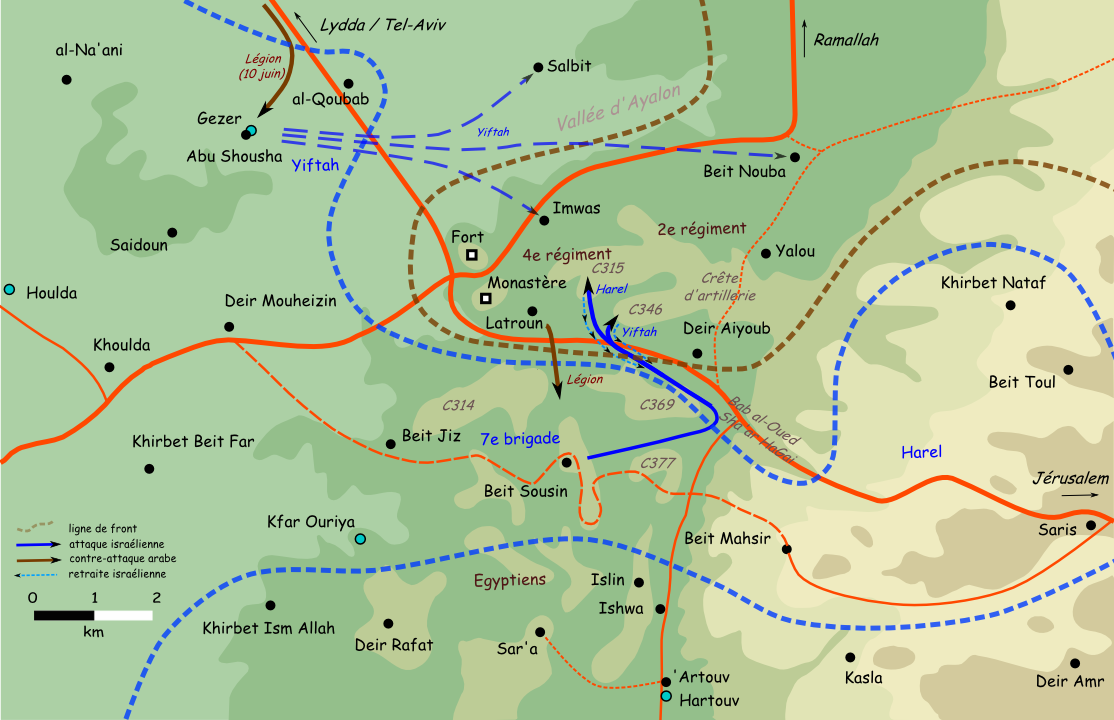
Przebieg operacji Joram

Operacja rozpoczęła się w nocy z 8 na 9 czerwca 1948, od ostrzału artyleryjskiego fortu Latrun i okolicznych wzgórz. Następnie 1 Batalion Brygady Jiftach rozpoczął od zachodu natarcie w Dolinie Ajalon. Atak wspierany ogniem artylerii ściągnął na siebie uwagę jordańskich dowódców, podczas gdy główne siły izraelskie cicho przeszły pieszo przez Sza’ar ha-Gaj. W ciemnościach żołnierze 5 Batalionu popełnili jednak błąd i pomyłkowo zaatakowali Wzgórze 315, zamiast Wzgórza 346 które było celem ich ataku. Stracono w ten sposób element zaskoczenia, jednak izraelscy żołnierze śmiało zaatakowali jordańskie pozycje i w walce wręcz wyparli Arabów, którzy wycofując się poprosili własną artylerię o skierowanie ognia na swoje wcześniejsze pozycje obronne.
Tymczasem nacierający 3 Batalion Brygady Jiftach został zaskoczony odgłosami ciężkiej walki na Wzgórzu 346, i niemal natychmiast przeprowadził atak zdobywając Wzgórze 315. Wywołało to duże zamieszanie wśród Jordańczyków. Do dowództwa izraelskiego napływały z pola bitwy sprzeczne informacje, które uniemożliwiały właściwe ocenienie sytuacji. Zbliżał się ranek i podjęto decyzję o wycofaniu oddziałów. Później okazało się, że Jordańczycy musieli użyć do obrony wszystkich swoich rezerw, i gdyby kontynuowano natarcie, przełamanie arabskich linii byłoby bardzo bliskie. Niestety Izraelczycy nie mieli w tej bitwie żadnych rezerw, a system dowodzenia i łączności wykazywał duże braki.
W ciągu dnia, 9 czerwca, siły jordańskie podjęły próbę nieudanego kontrataku na wioskę Bajt Susin. Atak został jednak odparty, a Droga Birmańska pozostała bezpieczna.

## Reakcje i następstwa
Operacja Joram, pomimo poniesionej klęski, okazała się najbardziej niebezpieczna dla pozycji Legionu Arabskiego w Latrun. Był to najbardziej niebezpieczny atak przeprowadzony przez Siły Obronne Izraela w obszarze Latrun, który przy większej determinacji działań mógł zakończyć się sukcesem.
Dawid Ben Gurion nalegał na powtórzenie natarcia następnej nocy, jednak 10 czerwca 1948 przez Drogę Birmańską przejechał pierwszy konwój ciężarówek. Dzień później uruchomiono stałe dostawy zaopatrzenia do Jerozolimy. Tym samym znaczenie tzw. „korka Latrun” stało się mniej ważne.